# Ібрагім-шах Шаркі
Шамс ад-Дін Ібрагім-шах (*д/н — 1440) — 3-й володар Джаунпуру в 1402—1440 роках. В його панування держава досягла економічного й культурного піднесення.

## Життєпис
Походив з Абисінії. належав до рабів-хабші. Розпочав службу під орудою Маліка Сарвара, названим сином якого став разом зі старшим братом Маліком Каранфулом. У 1390-х роках разом з названим батьком придушував повстання раджпутських князів в середній течії Гангу.
1399 року Малік Каранфул оголосив себе султаном Джаунпуру під ім'ям Мубарак-шах, але вже 1402 року помер, йому спадкував Ібрагім. Продовжив війну проти раджпутського клану Уджайнія з Бходжпуру в Біхарі. Придушив повстання в Каннауджі та Самбхалі. Став карбувати срібні монети нового вигляду вагою 3,62 г.
1407 року в розпал боротьби родів Сайїд та Лоді планував захопити Делі, але туди вже відправив війська гуджаратський султан Музаффар-шах I для підтримки султана Махмуд-шаха Туґлака. Згодом надав останньому прихисток в Джаунпурі. Потім від імені цього султана боровся проти візира Маллу Ікбала Лоді, що панував у Делі. Згодом відносини з Туґлаком погіршилися й той залишив Джаунпур.
1415 року виступив проти бенгальського султана Раджа Ганеши, що перед тим захопив владу. На бік Ібрагім-шаха стала переходити місцева мусульманська знать. Тоді Ганеша погодився передати владу синові, а той прийняв іслам під ім'ям Джалал ад-дін Мухаммед-шах. В результаті Ібрагім-шах не зміг розраховувати на подальшу допомогу бенгальців й відступив. 1416 року, коли Ганеша знову захопив владу, вдруге виступив проти нього, сприявши його поваленню у 1418 році. Втім боротьба тривала до 1420 року, навіть коли Джалал ад-дін Мухаммед-шах повернувся до влади. Зрештою Ібрагім-шах не мав успіху.
1427 року спробував захопити важливе місто Баян, через що почалася війна з делійським султаном Сайїд Мубарак-шахом. 2 квітня 1428 року в битві біля Чандвару Ібрагім-шах зазнав поразки, внаслідок чого втратив володіння до Гваліору.
1430 року скористався повстання клану Хокар в Пенджабі проти Сайїд Мубарак-шах, відвоювавши раніше втрачені володіння. 1431 року зайняв фортецю Калпі, що належала Делійському султанату. Втім тут Ібрагім-шаха було атаковано малавським султаном Хошанг Шахом, що також бажав заволодіти цією важливою фортецею. Зрештою Кадір-хан здав її малавському війську. 1432 року виступив проти Бенгальського султанату втретє, але через тиск Шахрух Мірзи, фактично правителя держави Тимуридів (водночас сюзерена делійської династії Сайїд), який був союзником Бенгалії, Ібрагім-шах вимушен був перервати похід. У 1434—1435 роках відбив спробу нового делійського султана Сайїд Мухаммед-шаха повернути раніше втрачені землі до Гваліору.
Помер 1440 року. Йому спадкував старший син Махмуд-шах.

## Культурна діяльність
Саме в цей час Джаунпур став відомий як центр мусульманського мистецтва й науки. Його називали «Ширазом Індії». Султан був покровителем мистецтв і літератури, побудував визначні пам'ятники у своїй столиці, головною з яких є мечеть Афала. Підтримував поширення ісламської освіти для чого фундував численні медресе. Саме в цей час формується своєрідний стиль архітектури відомий як Шаркі.
Під час його правління було створено велику кількість наукових праць з ісламської теології та права, які включають «Хашіах-і-Хінді», «Бахар-уль-Маввадж» та «Фетва-і-Ібрагім Шахі».